# Pasquale Cafaro
Pasquale Cafaro, född 1715 eller 1716, död 25 oktober 1787, var en italiensk tonsättare, verksam i Neapel.
Cafaro har komponerat kyrkomusik, oratorier, operor samt ett Stabat mater i form av en tvåstämmig kanon med orgel.